# Limenitis goyana
Limenitis goyana är en fjärilsart som beskrevs av William Schaus 1902. Limenitis goyana ingår i släktet Limenitis och familjen praktfjärilar. Inga underarter finns listade i Catalogue of Life.